# Julian Lloyd Webber
Julian Lloyd Webber (14 de abril de 1951) es un violonchelista británico.

## Vida
Julian Lloyd Webber es el segundo hijo del compositor William Lloyd Webber y su esposa Jean Johnstone. Su hermano mayor es Andrew Lloyd Webber, compositor de famosos musicales. Al finalizar sus estudios preuniversitarios, Julian ganó una beca para el Royal College of Music y completó sus estudios con Pierre Fournier en Ginebra en 1973. Su debut profesional fue en el Queen Elizabeth Hall de Londres, en septiembre de 1972.

## Carrera
Lloyd Webber ha colaborado con muy diversos músicos, como Yehudi Menuhin, Lorin Maazel, Neville Marriner, Georg Solti y Esa-Pekka Salonen así como Stéphane Grappelli, Elton John y Cleo Laine.
Lloyd Webber ha hecho muchas grabaciones, incluyendo el Concierto para violonchelo de Elgar, dirigido por Yehudi Menuhin, (elegido como la mejor versión por el BBC Music Magazine), el Concerto del violoncelo de Dvořák con Václav Neumann y la Filarmónica Checa, las Variaciones Rococó de Piotr Ilich Chaikovski, con la Orquesta Sinfónica de Londres con Maksim Shostakóvich, y la Sinfonía para violonchelo de Britten y el Concerto para violonchelo de Walton con Sir Neville Marriner y la Academia de St Martin in the Fields, que fue descrito por el compartimiento de Gramophone como “más allá de cualquier rival”. 
Él también ha registrado varios CD de los pedazos cortos para las obras Universal Classics incluyendo Made in England, Cello Moods, Cradle Song y English Idyll: “Sería difícil encontrar funcionamientos mejores de esta clase de repertorio dondequiera en expedientes de hoy o ayer o mañana”: Gramophone
Lloyd Webber ha realizado más de 50 trabajos y grabaciones de la premier y ha inspirado las nuevas composiciones para el violoncelo de los compositores tan diversos como Malcolm Arnold (fantasía para Cello, 1986, y el violoncelo Concerto, 1989), Joaquín Rodrigo (divertimento del un del como de Concierto, 1982) James MacMillan (no de Sonata del violoncelo. 2, 2001), y cristal de Philip (Concerto del violoncelo, 2001).
Los funcionamientos recientes del concierto han incluido cuatro trabajos compuestos para Julian: Concerto doble de Michael Nyman para el violoncelo y Saxophone en la televisión de BBC, el Concerto de Gavin Bryars en Suntory Hall, Tokio, Concerto del violoncelo del Philip Glass en el festival internacional de Beijing y Eric Whitacre: The River Cam, en el centro de Southbank. Su grabación del Concerto del violoncelo del Philip Glass con la Liverpool real Philharmonic conducido por Gerard Schwarz fue lanzada en la etiqueta anaranjada de la montaña en septiembre de 2005.
Grabaciones más recientes de Lloyd Webber incluyen The Art de Lloyd Julian Webber (2011) y Evening Songs (2012).
Interpretó, junto a la London Symphony Orchestra, Salut D’Amour de Sir Edward Elgar en la ceremonia de clausura de los Juegos Olímpicos de Londres, el pasado 12 de agosto de 2012.

## Instrumentos
Lloyd Webber toca un violonchelo de Barjansky Stradivarius, anticuado c.1690.

## Grabaciones para violonchelo y orquesta
- 1976 – Bridge: Oration.
- 1982 – Lalo: Concierto para violonchelo.
- 1982 – Delius: Concierto para violonchelo.
- 1982 – Rodrigo: Concierto como un divertimento para violonchelo y orquesta.
- 1983 – Haydn: Conciertos para violonchelo n.º 1 & 2.
- 1985 – Elgar: Concierto para violonchelo.
- 1986 – Herbert: Concierto para violonchelo n.º 2.
- 1986 – Sullivan: Concierto para violonchelo.
- 1988 – Dvořák: Concierto para violonchelo.
- 1990 – Honegger: Concierto para violonchelo.
- 1990 – Saint-Saëns: Concierto para violonchelo n.º 1.
- 1991 – Chaikovski: Variaciones sobre un tema rococó.
- 1991 – Miaskovski: Concierto para violonchelo.
- 1994 – Bryars: Concierto para violonchelo.
- 1995 – Britten: Sinfonía para violonchelo.
- 1995 – Walton: Concierto para violonchelo.
- 1996 – Nyman: Concierto para violonchelo, saxofón y orquesta.
- 1998 – Bruch: Kol Nidrei.
- 1999 – Bantock: Sapphic Poem.
- 2003 – Glass: Concierto para violonchelo n.º 1.
- 2004 – Webber: Fantasía para violín, violonchelo y orquesta.
- 2009 – Conciertos románticos para violonchelo.
- 2012 – Whitacre: "The River Cam".

## Grabaciones para violonchelo y piano
- 1976 – Fricker: Sonata para violonchelo.
- 1976 – Ireland: Tríos para piano completos.
- 1977 – Webber: Variaciones.
- 1979 – Britten: Suite para violonchelo n.º 3.
- 1979 – Debussy: Sonata para violonchelo.
- 1979 – Ireland: Sonata para violonchelo.
- 1979 – Rachmaninoff: Sonata para violonchelo.
- 1986 – Arnold: Fantasía para violonchelo.
- 1986 – Rawsthorne: Sonata para violonchelo.
- 1988 – Britten: Sonata para violonchelo.
- 1988 – Prokófiev: Ballade.
- 1988 – Shostakóvich: Sonata para violonchelo.
- 1990 – Fauré: Elegie.
- 1991 – Stanford: Sonata para violonchelo n.º 2.
- 1993 – Delius: Caprice and Elegy.
- 1993 – Holst: Invocation.
- 1995 – Grieg: Sonata para violonchelo.
- 1995 – Delius: Sonata para violonchelo.

## Colecciones
- Travels with my Cello (1984)
- Pieces (1985)
- Travels with my Cello|Encore! – Travels with my Cello Vol. 2 (1986)
- Cello Song (1993)
- English Idyll (1994)
- Cradle Song (1995)
- Cello Moods (1998)
- Elegy (1999)
- Lloyd Webber Plays Lloyd Webber (2001)
- Celebration (2001)
- Made in England / Gentle Dreams (album) (2003)
- Unexpected Songs (2006)
- Romantic Conciertos para violonchelo (2009)
- Fair Albion: Music by Patrick Hawes (2009)
- The Art of Julian Lloyd Webber (2011)
- Evening Songs (2012)
- A Tale of Two Cellos (2013)

## Primeras presentaciones de Lloyd Webber
| Compositor             | Música                                                         | 1ª presentación                                           |
| ---------------------- | -------------------------------------------------------------- | --------------------------------------------------------- |
| Malcolm Arnold         | Fantasy for Cello                                              | Wigmore Hall, Londres, diciembre de 1987                  |
| Malcolm Arnold         | Cello Concerto                                                 | Royal Festival Hall, Londres, marzo de 1989               |
| Richard Rodney Bennett | Dream Sequence for Cello and Piano                             | Wigmore Hall, Londres, diciembre de 1994                  |
| Frank Bridge           | Scherzetto for Cello and Piano                                 | Snape Maltings, abril de 1979                             |
| Frank Bridge           | Oration for Cello and Orchestra (1st public performance)       | Bromsgrove Festival, Worcestershire, abril de 1979        |
| Gavin Bryars           | Cello Concerto (Farewell to Philosophy)                        | Barbican Centre, Londres, noviembre de 1995               |
| Geoffrey Burgon        | Six Studies for Solo Cello                                     | St. Thomas Cathedral, Portsmouth, junio de 1980           |
| John Dankworth         | Fair Oak Fusion                                                | Fair Oak, Sussex, julio de 1979                           |
| Frederick Delius       | Romance for Cello and Piano                                    | Helsinki Festival, Finlandia, junio de 1976               |
| Edward Elgar           | Romance for Cello and Piano                                    | Wigmore Hall, Londres, abril de 1985                      |
| Philip Glass           | Cello Concerto                                                 | Beijing Festival, China, septiembre de 2001               |
| Vladimir Godar         | Barcarolle for Cello, Strings, Harp and Harpsichord            | Hellenic Centre, Londres, abril de 1994                   |
| Howard Goodall         | The Bridge is Love for Cello, Strings and Harp                 | Chipping Campden Festival, mayo de 2008                   |
| Patrick Hawes          | Gloriette for Cello and Piano                                  | Leeds Castle, Kent, agosto de 2008                        |
| Joseph Haydn(attrib.)  | Concerto in D, Hob. VIIb:4                                     | Queen Elizabeth Hall, Londres, noviembre 1981             |
| Christopher Headington | Serenade for Cello and Strings                                 | Banqueting House, Londres, enero de 1995                  |
| Karl Jenkins           | Benedictus for Cello, Choir and Orchestra from 'The Armed Man' | Royal Albert Hall, Londres, abril de 2000                 |
| Philip Lane            | Soliloquy for Solo Cello                                       | Wangford Festival, Suffolk, julio de 1972                 |
| Andrew Lloyd Webber    | Variaciones                                                    | Sydmonton Festival, Newbury, julio de 1977                |
| Andrew Lloyd Webber    | Phantasia (Concerto for Violin, Cello and Orchestra)           | Izmir Festival, Turquía, julio de 2008                    |
| William Lloyd Webber   | Nocturne for Cello and Piano                                   | Purcell Room, Londres, febrero de 1995                    |
| James MacMillan        | Cello Sonata No.2                                              | Queens Hall, Edinburgo, abril de 2001                     |
| Michael Nyman          | Concerto for Cello and Saxophone                               | Royal Festival Hall, Londres, marzo de 1997               |
| Joaquín Rodrigo        | Concierto como un divertimento                                 | Royal Festival Hall, Londres, abril de 1982               |
| Peter Skellern         | Five Love Songs for Cello, Piano, Vocals and Brass Quintet     | Salisbury International Arts Festival, septiembre de 1982 |
| Arthur Sullivan        | Cello Concerto (orchestrated Mackerras)                        | Barbican Centre, Londres, abril de 1986                   |
| Vaughan Williams       | Fantasia on Sussex Folk Tunes for Cello and Orchestra          | Three Choirs Festival, Gloucester, agosto de 1983         |
| William Walton         | Theme for a Prince for Solo Cello                              | Adrian Boult Hall, Birmingham, octubre de 1998            |
| Eric Whitacre          | The River Cam for cello and strings                            | Royal Festival Hall, Londres, abril de 2011               |
| Douglas Young          | Virages for Solo Cello                                         | Purcell Room, Londres, septiembre de 1974                 |